# Hospital de Câncer de Pernambuco
O Hospital de Câncer de Pernambuco (HCP) é uma instituição privada e sem fins lucrativos, que se dedica ao diagnóstico e tratamento de pacientes oncológicos, exclusivamente por meio do Sistema Único de Saúde – SUS. O hospital foi fundado em 1945 pela Sociedade Pernambucana de Combate ao Câncer (SPCC), e hoje atende cerca de 55% de todos os pacientes oncológicos de Pernambuco, sendo uma referência na especialidade no Estado e no país, tanto na prevenção e tratamento do câncer, quanto na pesquisa e inovação tecnológica.

## Estrutura
O Hospital de Câncer de Pernambuco conta com 15 Clínicas Médicas, 10 enfermarias, 30 leitos na urgência, 14 leitos nas UTIs, 14 leitos de Pediatria, 07 salas de cirurgia e 01 sala de recuperação anestésica, além de 205 leitos (clínicos e cirúrgicos).

## Doações
Além da parceria do SUS, o HCP depende do apoio de doadores (pessoas físicas e empresas) e da solidariedade de mais de 200 voluntários em suas atividades, atuando desde a arrecadação de lenços, confecção de perucas, criação de oficinas artesanais e o suporte emocional a famílias.